# George North
George Philip North (King's Lynn, 13 aprile 1992) è un rugbista a 15 britannico, internazionale per il Galles, dal 2018 tre quarti ala degli Ospreys in Pro14.

## Biografia
Figlio di padre inglese, militare nella RAF, e di madre gallese, George North è nato a King's Lynn in Inghilterra; dopo la sua nascita la famiglia, prima di stabilirsi ad  Anglesey, in Galles, dove North crebbe, fu anche a Hong Kong.
Dopo la primaria, frequentata nel villaggio di residenza, North compì gli studi superiori a Llandovery; in tale periodo giunse a militare nella rappresentativa U-16 del Galles settentrionale, e a 18 anni fu messo sotto contratto dalla franchise di Llanelli degli Scarlets.
A novembre, con solo sei incontri professionistici alle spalle, fu chiamato dal C.T. del Galles Warren Gatland in squadra per i test match autunnali, debuttando a Cardiff contro il Sudafrica; malgrado la sconfitta 25-29, North marcò due mete, stabilendo il record di gallese più giovane (18 anni e 214 giorni) a marcare una meta all'esordio internazionale.
Disputò il suo primo Sei Nazioni nel 2011 prendendo anche parte alla successiva Coppa del Mondo in Nuova Zelanda, classificandosi quarto e, anche lì, entrando nelle statistiche come marcatore più giovane della competizione (contro la Namibia battendo il precedente record dell'australiano Joe Roff; ancora, vanta la vittoria nel Sei Nazioni 2012 con il Grande Slam e anche la successiva edizione 2013.
Ha inoltre preso parte al tour dei British Lions del 2013 in Australia, scendendo in campo in tutti i tre test match contro gli Wallabies nella serie vinta 2-1, risultando il miglior realizzatore di mete nelle gare internazionali del tour.
Dalla stagione 2013-14 North milita nella squadra inglese dei Northampton Saints, cui è legato da un accordo triennale fino al 2016.
Nella vita privata è legato sentimentalmente alla pistard britannica Becky James, campionessa mondiale su pista velocità e keirin, anch'essa originaria del Galles.